# 2022年茨城県議会議員選挙
2022年茨城県議会議員選挙（2022ねんいばらきけんぎかいぎいんせんきょ）は、茨城県の議決機関である茨城県議会を構成する議員を全面改選するために行われた選挙である。

## 概要
県会議員の任期（4年）満了に伴って行われた選挙である。なお、茨城県議会は、1966年に県議会議長選出を巡る汚職事件（茨城県議会黒い霧事件）をきっかけとして、地方公共団体の議会の解散に関する特例法によって自主解散したため、全国規模で4年毎に行われる統一地方選挙の日程から外れるようになった。県議選は統一地方選挙の前年12月に実施されるため、例年は統一地方選挙の前哨戦としての意味合いが強い選挙である。

## 選挙データ
- 選挙事由：議員の任期満了
- キャッチコピー：「ボクらが関わる楽しい世界」
- イメージキャラクター：茨ひより

### 選挙日程
- 告示日 - 2022年12月2日
- 執行日 - 2022年12月11日

同日選挙
- 笠間市議会議員選挙
- 坂東市議会議員選挙

### 立候補者数
出典：
| 党派                     | 合計 | 現職 | 元職 | 新人 | 選挙前      |
| ------------------------ | ---- | ---- | ---- | ---- | ----------- |
| 自由民主党               | 45   | 44   | 1    | 0    | 44          |
| 公明党                   | 4    | 3    | 0    | 1    | 4           |
| 国民民主党               | 3    | 3    | 0    | 0    | 3           |
| 立憲民主党               | 3    | 2    | 0    | 1    | 2           |
| 日本共産党               | 4    | 2    | 0    | 2    | 2           |
| 日本維新の会             | 2    | 0    | 0    | 2    | 0           |
| 参政党                   | 1    | 0    | 0    | 1    | 0           |
| つくば・市民ネットワーク | 1    | 0    | 0    | 1    | 0           |
| 無所属                   | 33   | 3    | 3    | 27   | 3           |
| 合計                     | 96   | 57   | 4    | 35   | 58（欠員4） |

### 無投票当選
以下の6選挙区12議席は無投票で当選が確定した。
- 土浦市選挙区、古河市選挙区（いずれも定数3）
- 笠間市選挙区、坂東市・五霞町・境町選挙区（いずれも定数2）
- 守谷市選挙区、稲敷市・河内町選挙区（いずれも定数1）

## 政策

### 争点
県会議員立候補者に対するNHKのアンケート調査では、「景気・雇用対策」が最大の争点とされたほか、次点に「少子高齢化対策などの福祉政策」、「新型コロナ対策」などが挙げられた。2期に及ぶ大井川県政に対する中間評価、つくばエクスプレスの延伸、東海第二原子力発電所の再稼働の是非、県北地域と県南地域の経済格差など茨城県独自の争点も挙がった。

## 選挙結果
旧統一教会問題や葉梨康弘の法務大臣の職務をめぐる不適切な発言によって、自民党は現職公認9議席を喪失したが、当選後に自民会派入り可能性のある保守系無所属候補を含めれば、選挙前とほぼ同じ勢力を維持する見通しである。立憲民主党は議席増を狙ったが、支持率の低迷で現職2人の当選にとどまった。公明党・国民民主党は選挙前の議席数を維持した。日本維新の会は葉梨の地盤の牛久市で、地域政党のつくば・市民ネットワークは今回初めて議席を獲得した。日本共産党は議席を1つ減らした。また、つくば市選挙区ではカナダ・サスカチュワン州出身で2007年に日本に帰化したヘイズ・ジョンが当選した。帰化した外国出身の人物が県議会議員になるのはこれが初である。
| 党派 | 党派                     | 計 | 新旧別 | 新旧別 | 新旧別 | 無投票 当選 | 改選前 | 増減     |
| 党派 | 党派                     | 計 | 現職   | 元職   | 新人   | 無投票 当選 | 改選前 | 増減     |
| ---- | ------------------------ | -- | ------ | ------ | ------ | ----------- | ------ | -------- |
|      | 自由民主党               | 35 | 34     | 1      |        | 10          | 44     | 9        |
|      | 公明党                   | 4  | 3      |        | 1      | 1           | 4      | 増減なし |
|      | 国民民主党               | 3  | 3      |        |        |             | 3      | 増減なし |
|      | 立憲民主党               | 2  | 2      |        |        |             | 2      | 増減なし |
|      | 日本共産党               | 1  | 1      |        |        |             | 2      | 1        |
|      | 日本維新の会             | 1  |        |        | 1      |             | 0      | 1        |
|      | つくば・市民ネットワーク | 1  |        |        | 1      |             | 0      | 1        |
|      | 無所属                   | 15 | 1      | 2      | 12     | 1           | 3      | 12       |
| 合計 | 合計                     | 62 | 44     | 3      | 15     | 12          | 58     |          |

## 当選者
自民党   公明党 
 国民民主党 
 立憲民主党 
 日本維新の会 
 共産党 
 つくば・市民ネットワーク 
 無所属 
| 水戸市・城里町         | 舘静馬         | 高崎進     | 木本信太郎 |
| 水戸市・城里町         | 玉造順一       | 江尻加那   | 川津隆     |
| 日立市                 | 村本修司       | 高安博明   | 齋藤英彰   |
| 日立市                 | 瀬谷幸伸       |            |            |
| 土浦市                 | 高橋直子       | 伊沢勝徳   | 八島功男   |
| 古河市                 | 高橋勝則       | 森田悦男   | 中村勇太   |
| 石岡市                 | 戸井田和之     | 桜井信幸   |            |
| 結城市                 | 秋元勇人       |            |            |
| 龍ケ崎市・利根町       | 中山一生       | 坂本隆司   |            |
| 下妻市                 | 飯塚秋男       |            |            |
| 常総市・八千代町       | 飯田智男       | 金子晃久   |            |
| 常陸太田市・大子町     | 石井邦一       | 西野一     |            |
| 高萩市・北茨城市       | 豊田茂         | 大足光司   |            |
| 笠間市                 | 常井洋治       | 村上典男   |            |
| 取手市                 | 中村修         | 川口政弥   |            |
| 牛久市                 | 長田麻美       | 沼田和利   |            |
| つくば市               | 星田弘司       | 山本美和   | 鈴木将     |
| つくば市               | ヘイズ・ジョン | 宇野信子   |            |
| ひたちなか市           | 磯崎達也       | 二川英俊   | 海野透     |
| 鹿嶋市                 | 小松崎敏紀     |            |            |
| 潮来市・行方市         | 柗田千春       |            |            |
| 守谷市                 | 小川一成       |            |            |
| 常陸大宮市             | 黒部博英       |            |            |
| 那珂市                 | 小泉周司       |            |            |
| 筑西市                 | 設楽詠美子     | 水柿一俊   |            |
| 坂東市・五霞町・境町   | 半村登         | 石塚隼人   |            |
| 稲敷市・河内町         | 細谷典幸       |            |            |
| かすみがうら市         | 金子敏明       |            |            |
| 桜川市                 | 白田信夫       |            |            |
| 神栖市                 | 秋嘉一         | 村田康成   |            |
| 鉾田市・茨城町・大洗町 | 田山東湖       | 長谷川重幸 |            |
| つくばみらい市         | 横田透         |            |            |
| 小美玉市               | 木村喜一       |            |            |
| 東海村                 | 下路健次郎     |            |            |
| 美浦村・阿見町         | 葉梨衛         |            |            |

### 補欠選挙
| 年     | 月日     | 選挙区       | 当選者   | 当選政党 | 欠員     | 欠員政党 | 欠員事由                             |
| ------ | -------- | ------------ | -------- | -------- | -------- | -------- | ------------------------------------ |
| 2024年 | 12月15日 | 古河市選挙区 | 森田卓歩 | 無所属   | 森田悦男 | 自民党   | 古河市長選挙立候補による自動失職     |
| 2024年 | 12月15日 | 古河市選挙区 | 秋山政明 | 無所属   | 中村勇太 | 無所属   | 衆議院議員総選挙立候補による自動失職 |